# Liste der Bodendenkmale in Golßen
Die Liste der Bodendenkmale in Golßen enthält alle Bodendenkmale der brandenburgischen Stadt Golßen und ihrer Ortsteile. Grundlage ist die Veröffentlichung der Landesdenkmalliste mit dem Stand vom 31. Dezember 2020. Die Baudenkmale sind in der Liste der Baudenkmale in Golßen aufgeführt.
|    | Gemarkung        | Flur       | Kurzansprache | Bodendenkmalnummer | Bemerkung | Bild |
| -- | ---------------- | ---------- | --- | ------------------ | --------- | ---- |
| 1  | Altgolßen (Lage) | 2          | Friedhof deutsches Mittelalter, Kirche Neuzeit, Friedhof Neuzeit, Burgwall slawisches Mittelalter, Siedlung slawisches Mittelalter, Kirche deutsches Mittelalter                                              | 10058              |           |      |
| 2  | Altgolßen (Lage) | 1          | Siedlung Eisenzeit, Siedlung Bronzezeit, Rast- und Werkplatz Steinzeit | 10059              |           |      |
| 3  | Altgolßen (Lage) | 2          | Dorfkern Neuzeit, Dorfkern deutsches Mittelalter | 10060              |           |      |
| 4  | Altgolßen (Lage) | 3          | Gräberfeld römische Kaiserzeit, Gräberfeld Eisenzeit, Gräberfeld Bronzezeit | 10061              |           |      |
| 5  | Golßen (Lage)    | 4          | Burgwall slawisches Mittelalter, Turmhügel deutsches Mittelalter | 12051              |           |      |
| 6  | Golßen (Lage)    | 4, 5, 6, 7 | Altstadt deutsches Mittelalter, Altstadt Neuzeit, Siedlung Bronzezeit, Kirche Neuzeit, Friedhof Neuzeit, Siedlung Eisenzeit, Friedhof deutsches Mittelalter, Siedlung slawisches Mittelalter, Schloss Neuzeit | 12052              |           |      |
| 7  | Gersdorf (Lage)  | 1          | Siedlung Bronzezeit, Dorfkern deutsches Mittelalter, Dorfkern Neuzeit, Siedlung Eisenzeit | 12003              |           |      |
| 8  | Gersdorf (Lage)  | 1          | Siedlung Eisenzeit | 12007              |           |      |
| 9  | Mahlsdorf (Lage) | 2          | Dorfkern Neuzeit, Dorfkern deutsches Mittelalter, Kirche Neuzeit, Kirche deutsches Mittelalter, Friedhof Neuzeit, Friedhof deutsches Mittelalter                                                              | 12412              |           | 2    |
| 10 | Mahlsdorf (Lage) | 4          | Rast- und Werkplatz Mesolithikum, Siedlung Bronzezeit | 12413              |           |      |